# 日本駐立陶宛大使館
日本駐立陶宛大使館（日语： Zai Ritoania Nihonkoku taishikan）是日本駐立陶宛首都维尔纽斯的大使館。自2018年7月23日起，山崎史郎担任日本駐立陶宛特命全權大使 。

## 歷史

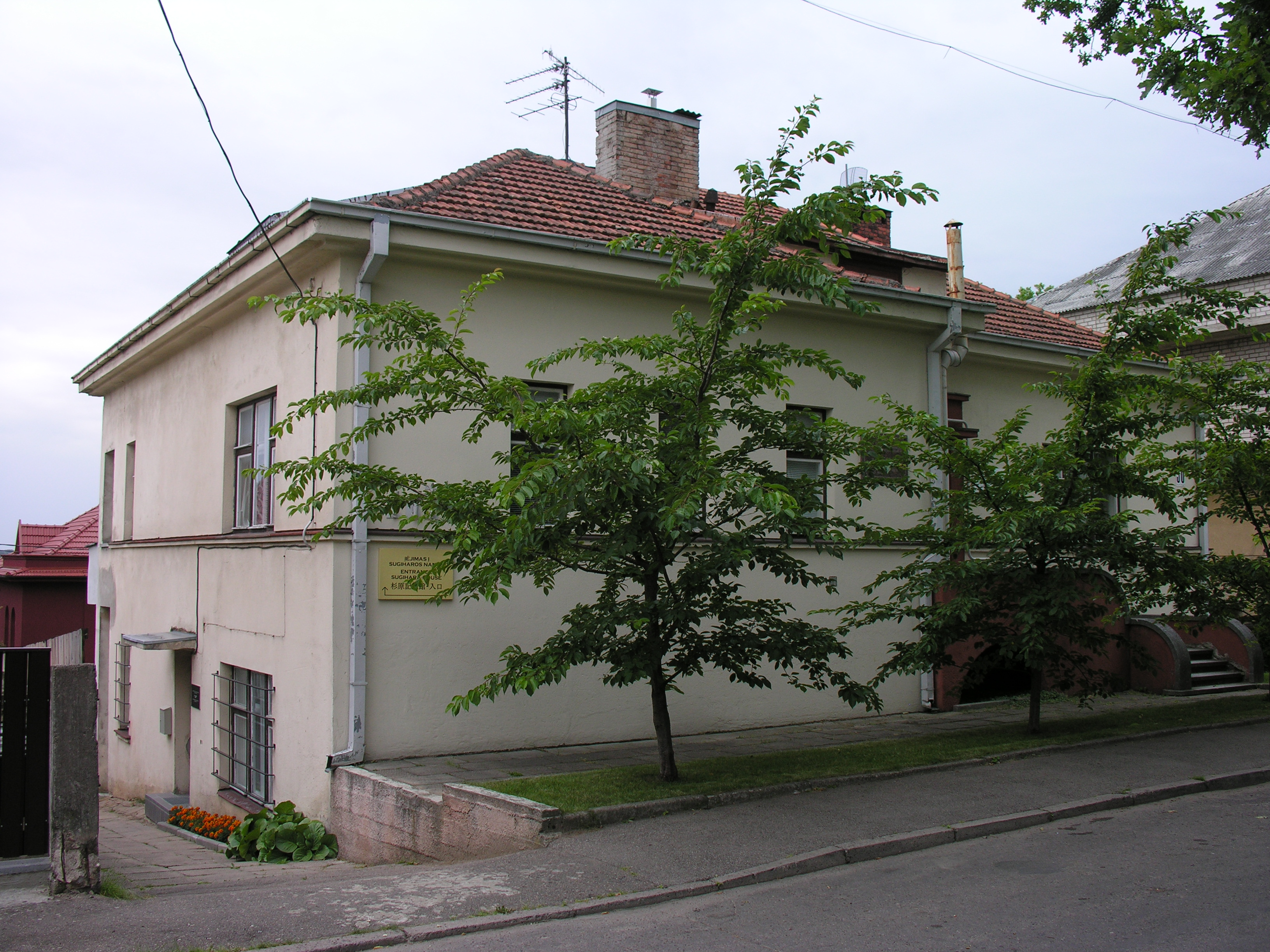
1939年11月至1940年8月期間大日本帝國駐考那斯領事館館址

1919年1月3日，大日本帝国事實上承認立陶宛共和國。1922年12月20日，大日本帝國正式承認立陶宛為主權國家，两国建交，比《日蘇基本條約》的簽訂與日俄關係的建立（1925年1月20日）更早。
1939年11月23日，大日本帝國駐考那斯領事館在立陶宛臨時首都考那斯設立，館長由副領事兼領事代理杉原千畝擔任。1940年6月14日，苏联對立陶宛發出最後通牒。翌日，苏联红军進軍立陶宛。7月21日，立陶宛人民國會宣布立陶宛苏维埃社会主义共和国成立。8月3日，立陶宛併入蘇聯，並失去主權國家的地位。8月28日至9月4日期間，杉原千畝續向猶太人發放約6000份簽證，並協助他們離開立陶宛。
1945年8月15日，大日本帝國在第二次世界大战中戰敗。1952年4月28日，《對日和平條約》生效，日本隨即恢復主權。
1990年3月11日，立陶宛宣佈脫離蘇聯並獨立。1991年9月6日，日本重新承認立陶宛為主權國家。同年10月10日，日本與立陶宛兩國在半個世紀後再度建交。1992年6月，日本駐立陶宛大使館於哥本哈根設立（日本駐丹麥大使館開始兼轄立陶宛事務），並於1997年1月遷至維爾紐斯。2008年1月1日，日本駐立陶宛大使館新館啓用。